# Salida de emergencia (álbum de JAF)
Salida de emergencia es el tercer álbum solista del músico argentino JAF, editado en 1991 por RCA/BMG.

## Historia
Luego de haber afianzado su carrera solista con el álbum anterior, el cual incluía una versión de “Wonderful Tonight” de Eric Clapton, JAF endurece su sonido en este disco, el cual tendría una gran recepción de parte del público, sobre todo con el corte de difusión “Todo mi amor”, que permaneció en los puestos más altos del ranking de la radio Rock & Pop durante aproximadamente un año.
Este álbum fue certificado como "disco de oro" y "disco de platino".

## Composición y grabación
Todos los temas del disco fueron compuestos, letra y música, por JAF, a excepción de “Río salvaje”. 
El corte de difusión fue la balada “Todo mi amor”, la cual contó con un videoclip promocional en la cual se encarga él mismo del actuar el papel masculino.
Las sesiones de grabación se realizaron durante los meses de julio y agosto de 1991 en los Estudios ION.
La tapa del álbum muestra una foto del artista tocando su guitarra eléctrica, apoyado en la parte frontal de un vehículo antiguo. 

## Lista de canciones
Todas las canciones compuestas por JAF salvo indicación contraria.

| N.º | Título                                   | Duración |  |
| 1.  | «Salida de emergencia»                   | 6:02     |  |
| 2.  | «Rio salvaje (Lionel Newman, Ken Darby)» | 2:08     |  |
| 3.  | «Todo mi amor»                           | 4:54     |  |
| 4.  | «El pordiosero»                          | 4:57     |  |
| 5.  | «El doctor»                              | 5:00     |  |
| 6.  | «Mis zapatos de blues»                   | 3:55     |  |
| 7.  | «Cabalgando»                             | 2:52     |  |
| 8.  | «Nena regresa a mí»                      | 3:40     |  |
| 9.  | «La cuarta tempestad»                    | 5:20     |  |

## Créditos
- JAF: guitarra, voz
- Omar Piñeyro: teclados
- Gustavo Gonzalez: batería y armónica
- Pablo Santos: bajo
- Mauricio Marcelli: violín